# Ma quale idea
Singles de Pino D'Angiò
È libero, scusi?
(1979) Un concerto da strapazzo (Scusate sono impazzito)
(1981)
Ma quale idea (« Mais quelle idée ») est une chanson interprétée en 1980 par le chanteur italien Pino D'Angiò. C'est un mélange de rap, funk et de disco.
Pino d'Angio en a également enregistré une version française, sortie en 1983, sous le titre Mais Quelle Idée (Lâche Le Collant).
La chanson provient de l'album Balla! (1980) et s'inspire de la ligne de basse de Ain't No Stoppin' Us Now (1979) du duo McFadden & Whitehead. À son tour, Ma quale idea a été samplée de nombreuses fois, par exemple pour Quelle aventure (1995) de Ménélik, Don't Call Me Baby (1999) de Madison Avenue, Ma Quale Idea (2024) de Ema Stokholma et NPLC.